# Чехи в Хорватии

Герб чехов в Хорватии

Чехи в Хорватии (хорв. Česi u Hrvatskoj, чеш. Češi v Chorvatsku) — одно из официально признанных национальных меньшинств в Хорватии. По переписи 2011 года общее число чехов составляло 9641 человек или 0,22 % населения страны. Чешская диаспора проживает очень компактно, 6287 человек, то есть две трети всех чехов в Хорватии проживают в Беловарско-Белогорской жупании, в основном в городе Дарувар и близлежащих сёлах. Благодаря компактности проживания, несмотря на невысокий процент населения в общем по стране, в некоторых населённых пунктах чехи составляют значительную часть населения и даже большинство.

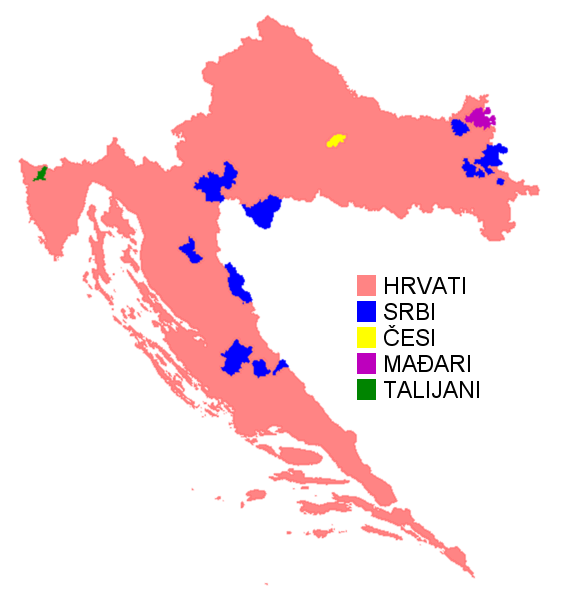
Район проживания чешской общины показан на карте жёлтым

| Община          | Процент чехов |
| --------------- | ------------- |
| Кончаница       | 47.03 %       |
| Дежановац       | 23.09 %       |
| Дарувар         | 21.36 %       |
| Грубишно-Полье  | 17.12 %       |
| Сирач           | 11.32 %       |
| Херцеговац      | 8.22 %        |
| Велики-Грджевац | 4.74 %        |

## История
После Карловицкого мира 1699 года Западная Славония перешла от Османской империи к державе Габсбургов. Мусульманское население покинуло регион, который оказался сильно депопуляризированным. Для восстановления населения обретённых земель Габсбурги привлекали колонистов со всех частей Империи, включая Чехию. Первые чешские переселенцы прибыли в Западную Славонию около 1750 года, однако большая их часть переселилась в первой половине XIX века. Чехи прибывали и в другие регионы Хорватии, например в Горски-Котар, однако оказались ассимилированными хорватами в 2—3 поколениях. Община в Даруваре и окрестностях сумела избежать ассимиляции и сохранить чешское национальное самосознание и язык. Чешская община, в основном состоявшая из интеллигенции, также проживала в Загребе.

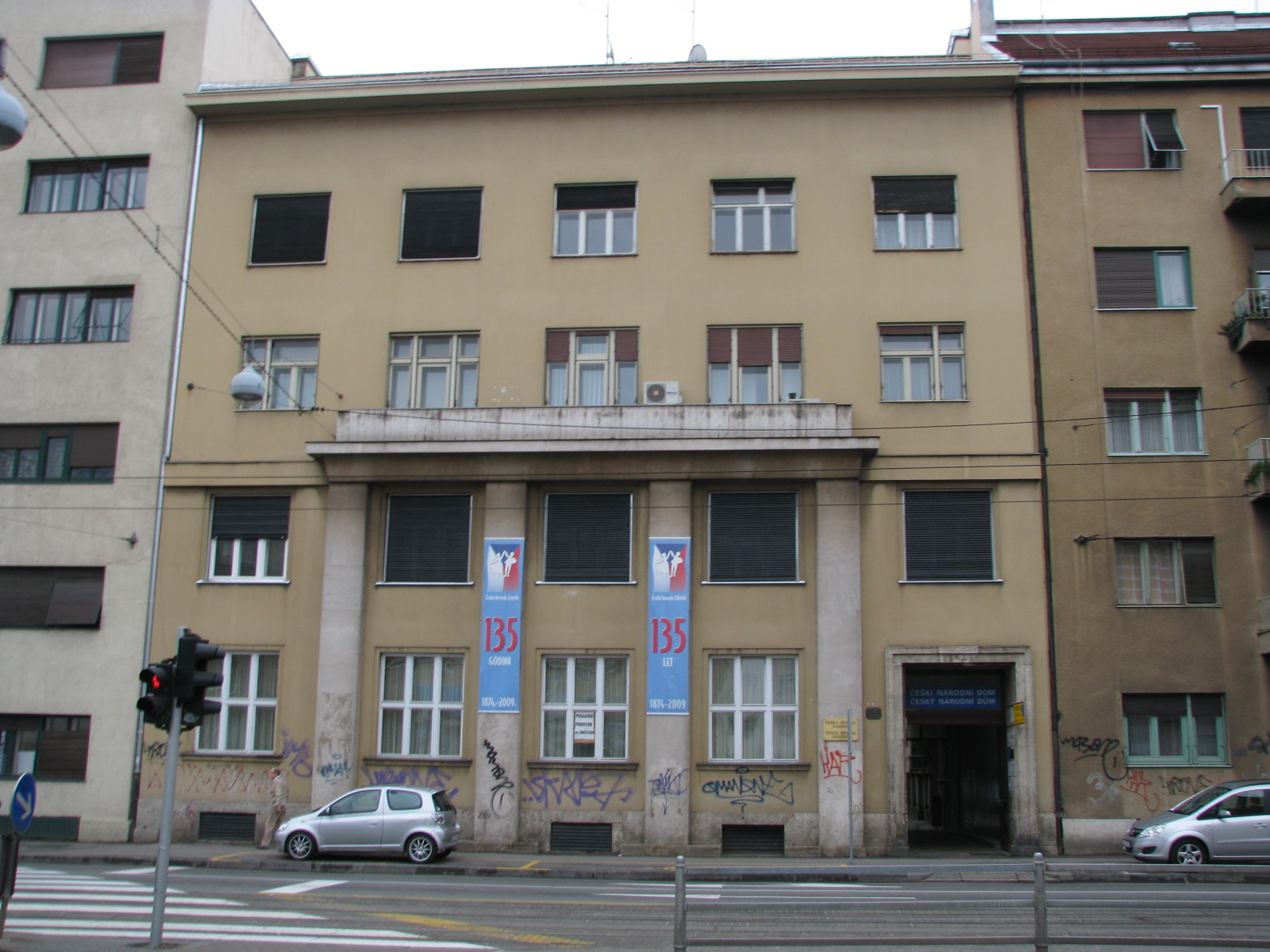
Здание общества Ческа Беседа в Загребе

В 1874 году в Загребе была организована «Ческа Беседа» (Česka Beseda), национальное культурно-просветительское общество чехов Хорватии, устроенное по образцу Матицы чешской. Впоследствии отделения «Чески Беседы» были созданы в других городах Хорватии с чешским населением, в первую очередь в Даруваре, где Ческа Беседа была открыта в 1907 году . В конце XIX века хорватские чехи основали отделения сокольского движения, в 1911 году в Загребе вышла первая газета на чешском, в 1922 году в Даруваре открыта первая школа с преподаванием на чешском языке.
В СФРЮ чешское меньшинство пользовалось поддержкой, им разрешалось открывать новые школы и культурные центры. После распада Югославии район Дарувара оказался в составе независимой Хорватии и, позднее, в зоне боевых действий во время войны в Хорватии. Многие даруварские чехи служили в хорватской армии. Несмотря на в целом благоприятное отношение властей, число чехов в Хорватии по данным переписей населения постоянно снижалось весь период с 1948 по 2011 год, частично из-за ассимиляции, частично из-за эмиграции на историческую родину.
Изменение чешского населения Хорватии:
| Государственный статус                              | Год  | Население | Процент |
| --------------------------------------------------- | ---- | --------- | ------- |
| Народная Республика Хорватия в составе СФРЮ         | 1948 | 28991     | 0,77 %  |
| Народная Республика Хорватия в составе СФРЮ         | 1953 | 25967     | 0,66 %  |
| Народная Республика Хорватия в составе СФРЮ         | 1961 | 23391     | 0,56 %  |
| Социалистическая Республика Хорватия в составе СФРЮ | 1971 | 19001     | 0,43 %  |
| Социалистическая Республика Хорватия в составе СФРЮ | 1981 | 15061     | 0,33 %  |
| Республика Хорватия                                 | 1991 | 13086     | 0,27 %  |
| Республика Хорватия                                 | 2001 | 10510     | 0,24 %  |
| Республика Хорватия                                 | 2011 | 9641      | 0,22 %  |

## Современное положение

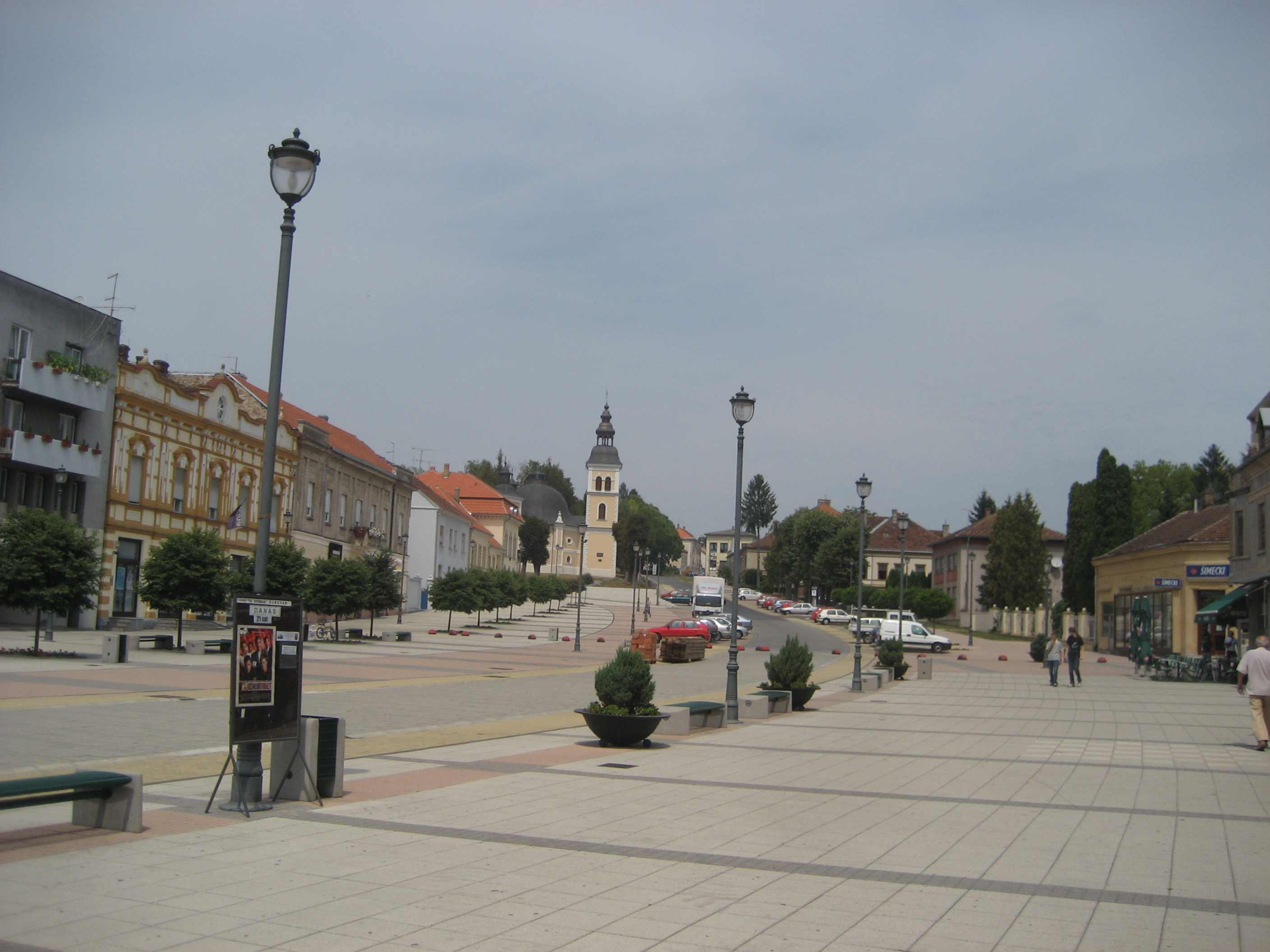
Центр города Дарувар, в районе которого проживает большинство чехов Хорватии

Чехи официально признаны национальным меньшинством в Хорватии, что даёт по закону им право выбирать совместного со словацкой общиной специального представителя при Хорватском Саборе.
Чешский язык признан вторым официальным языком в 8 населённых пунктах Хорватии, из них 4 находятся в общине Кончаница (посёлок Кончаница и деревни Даруварски-Брестовац, Откопи и Бориш), а 4 — в общине Дарувар (город Дарувар и деревни Людевит-Село, Горни-Дарувар и Долни-Дарувар).
Отделения культурного общества «Ческа Беседа» функционируют в Загребе и других городах Хорватии. Одним из главных центров чешской культуры в Хорватии служит посёлок Кончаница, единственный населённый пункт Хорватии, где чехи составляют большинство населения. Ежегодно в посёлке проводятся «Дни чешской культуры и гастрономии». В посёлке функционирует школа с обучением на чешском языке, названная в честь Йосипа Ружички, Народного героя Югославии, чеха по национальности, родившегося в деревне Откопи. Ещё одна чешская школа работает в Даруваре, кроме того высшая школа Дарувара имеет чешское отделение. В Даруваре также существует чешская библиотека.
Традиционным занятием хорватских чехов было сельское хозяйство, и, в особенности, пивоварение. Именно чешские переселенцы открыли в 1840 году старейшую в Хорватии пивоварню в Даруваре. Пивоварня существует до сих пор, производя пиво под маркой Staročeško (Старочешко). Чешская община поддерживает традиции чешской кухни, которые сильно повлияли на гастрономию всего региона.